# ناحية محمدية (مقاطعة ألبرز)
ناحية محمدية (بالفارسية: بخش محمدیه) هي ناحية في مقاطعة ألبرز التابعة لمحافظة قزوين في إيران. في تعداد عام 2006 كان عدد سكانها 87,193 نسمة في 22,728 عائلة. فيها مدينتان: محمدية وبيدستان، وقسمان ريفيان: قسم حصار خروان الريفي وقسم شريف آباد الريفي.